# Fassinoro
Fassinoro è una frazione del comune di Longone Sabino, in provincia di Rieti. Il paese fino al 1889 era noto con il nome di Porcigliano.

## Geografia

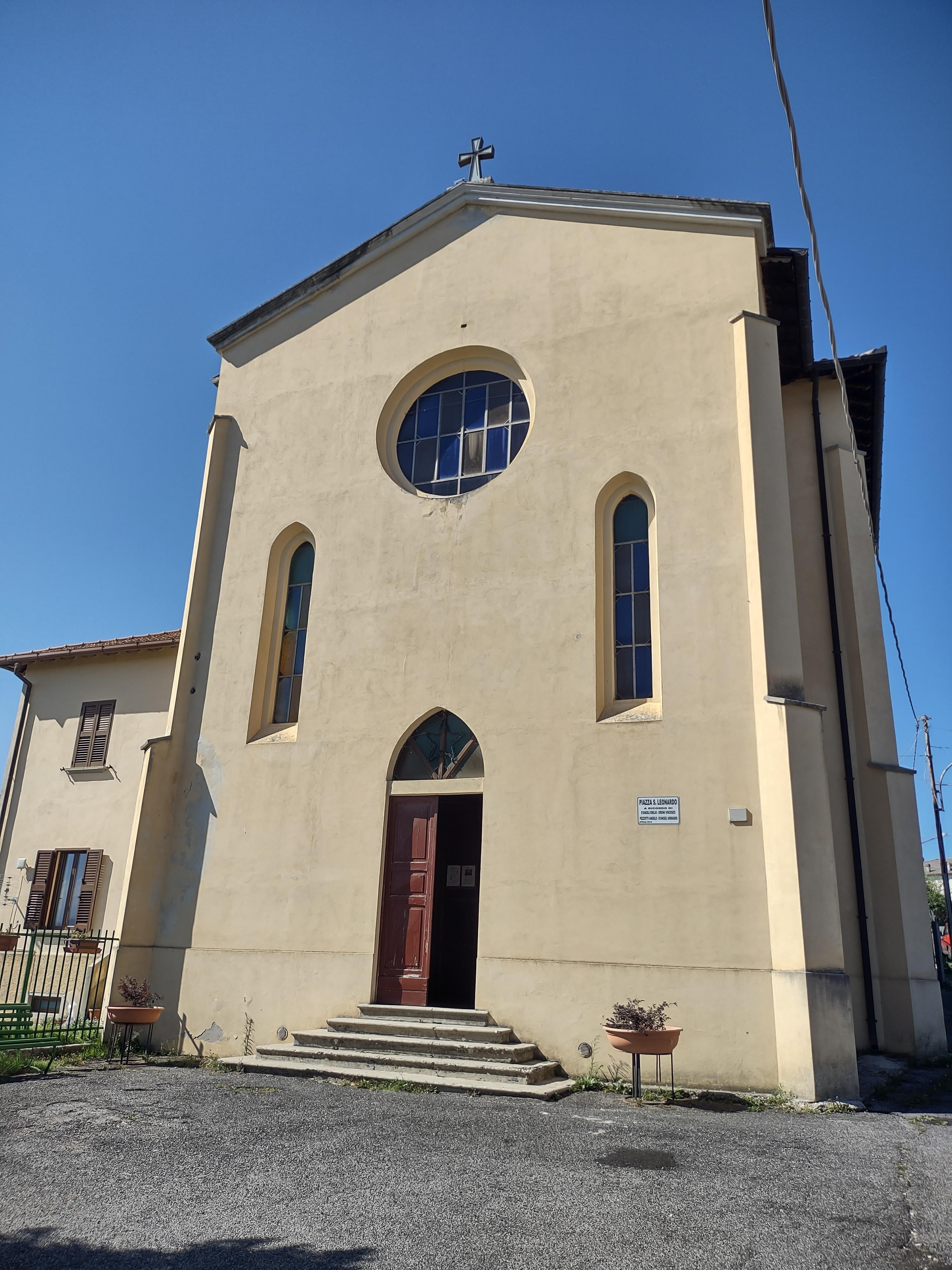
La chiesa di San Leonardo a Fassinoro.

Fassinoro sorge a 782 m s.l.m. nel territorio montuoso del comune di Longone Sabino tra il fiume Turano e il fiume Salto.
Il suo territorio è limitato a nord-ovest dal territorio del comune di Rieti, che incorpora il borgo di Sala, a nord dal Fosso di San Biagio che lo separa da Cenciara, frazione del comune di Concerviano, ad est dalla strada per Cenciara e dalla SP30 che lo separano dal territorio di Roccaranieri, altra frazione del comune di Longone Sabino, a sud dal Fosso di Rio Secco che lo separa a sud-est da San Silvestro, frazione del comune di Longone Sabino e a sud-ovest da Magnalardo, frazione del comune di Roccasinibalda e, infine, ad ovest dal fiume Turano che lo separa dal comune di Roccasinibalda.

Da Fassinoro, tramite SP30 di Sala, si possono facilmente raggiungere Rieti, distante in direzione nord 13 km e Longone Sabino, distante in direzione sud 10 km. La sede del comune di Longone Sabino, invece - in località Osteria Mattioni - dista da Fassinoro 3 km.

## Storia
Alcune evidenze archeologiche nel territorio di Fassinoro - lungo la SP30 in direzione di Rieti - lasciano presumere che un abitato nel territorio di Fassinoro fosse già presente in epoca romana e che poi, al pari di altri centri della zona montuosa a cavallo tra i fiumi Salto e Turano, un piccolo nucleo di abitazioni - sorte intorno ad una chiesa isolata - sia andato incontro al fenomeno dell'incastellamento all'epoca delle scorrerie dei saraceni in quell'area nel X secolo o forse già nel V secolo all'epoca dell'invasione dei Visigoti in Italia.
Le prime menzioni circa il castello di Porcigliano nelle fonti medioevali datano a partire dal XII secolo quando il paese faceva parte dei castelli dell'abbazia di San Salvatore Maggiore tra i quali era noto come Porcilianum o Porcigliano.
Nel 1889 il paese cambiò nome in Fassinoro.

## Monumenti e luoghi d'interesse

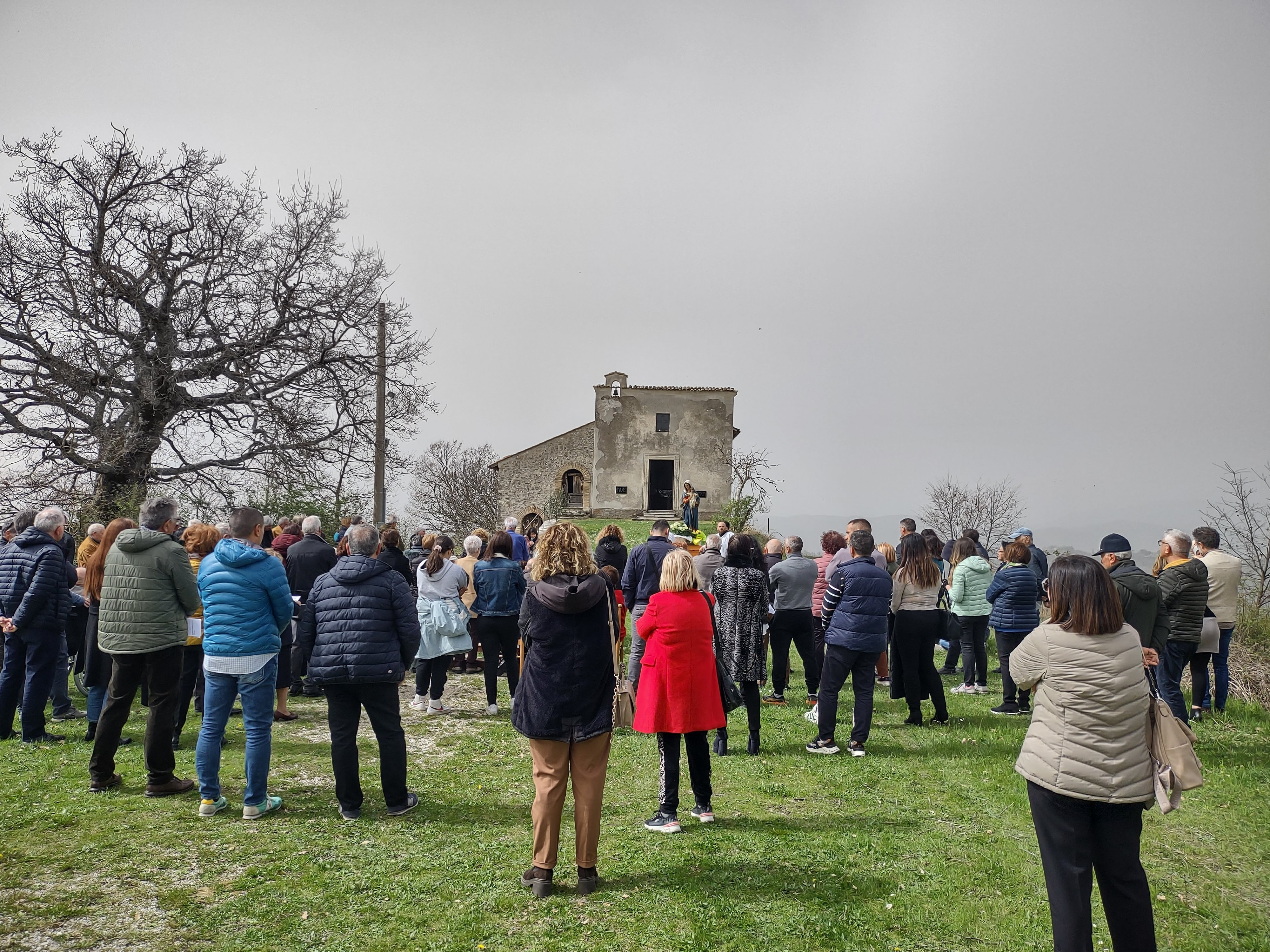
La chiesa della Madonna dei Cignali.

Fra i maggiori punti d'interesse vi sono il borgo medievale con la Piazza Napoleoni e, appena fuori dell'abitato, la chiesa di San Biagio.
Fuori dal centro abitato si trova la chiesa della Madonna dei Cignali.

## Servizi
A Fassinoro è presente un bar, punto di ritrovo della popolazione locale ed un eliporto.

## Aree Naturali
Tra le attrazioni naturali, oltre agli abbondanti boschi ed all'aria particolarmente salubre, è presente il "Fosso di Rio Secco" valida meta per la pratica del canyoning.

## Società

### Tradizioni
- Festa di San Leonardo Confessore, 6 Novembre[8].